# 오페라시온 파시피코
《오페라시온 파시피코》(스페인어: Operación Pacífico)는 2020년 방영된 미국의 텔레노벨라이다.